# Велута
Велута (бел. Велута) — агрогородок на юго-западе Беларуси. Населённый пункт находится в Лунинецком районе Брестской области, входит в состав Бостынского сельсовета. Население — 969 человек (2019).

## География
Велута находится в 22 км к северу от города Лунинец. Агрогородок стоит на левом берегу реки Цна. Рядом с селом проходит ж/д линия Лунинец — Барановичи (в 5 км к западу от Велуты имеется ж/д станция Люща) и автодорога Лунинец — Ганцевичи, с которой Велута связана местной дорогой через Бостынь. К северу и северо-востоку от Велуты лежат обширные, частично мелиорированные торфяники, к северо-западу небольшое водохранилище Велута.

## Культура
- Музей ГУО «Велутская средняя школа»

## Достопримечательности
- Братская могила советских воинов, памятник землякам, погибшим в войну. В 1967 году установлен обелиск[2].
- Православная церковь

#### Утраченное наследие
- Церковь Святой Троицы (1802). Была утрачена в послевоенное время[3].